# Landskrona domsagas tingslag
Landskrona domsagas tingslag var mellan 1967 och 1970 ett tingslag i Malmöhus län i Landskrona domsaga. Tingsplats var Landskrona.

## Administrativ historik
Domsagan bildades 1 juli 1967 genom sammanläggning av Rönnebergs, Onsjö och Harjagers domsagas tingslag och delar av Landskrona rådhusrätt. 
Häradsrätten ombildades 1971 till Landskrona tingsrätt med oförändrad domsaga.